# Grand Theft Auto

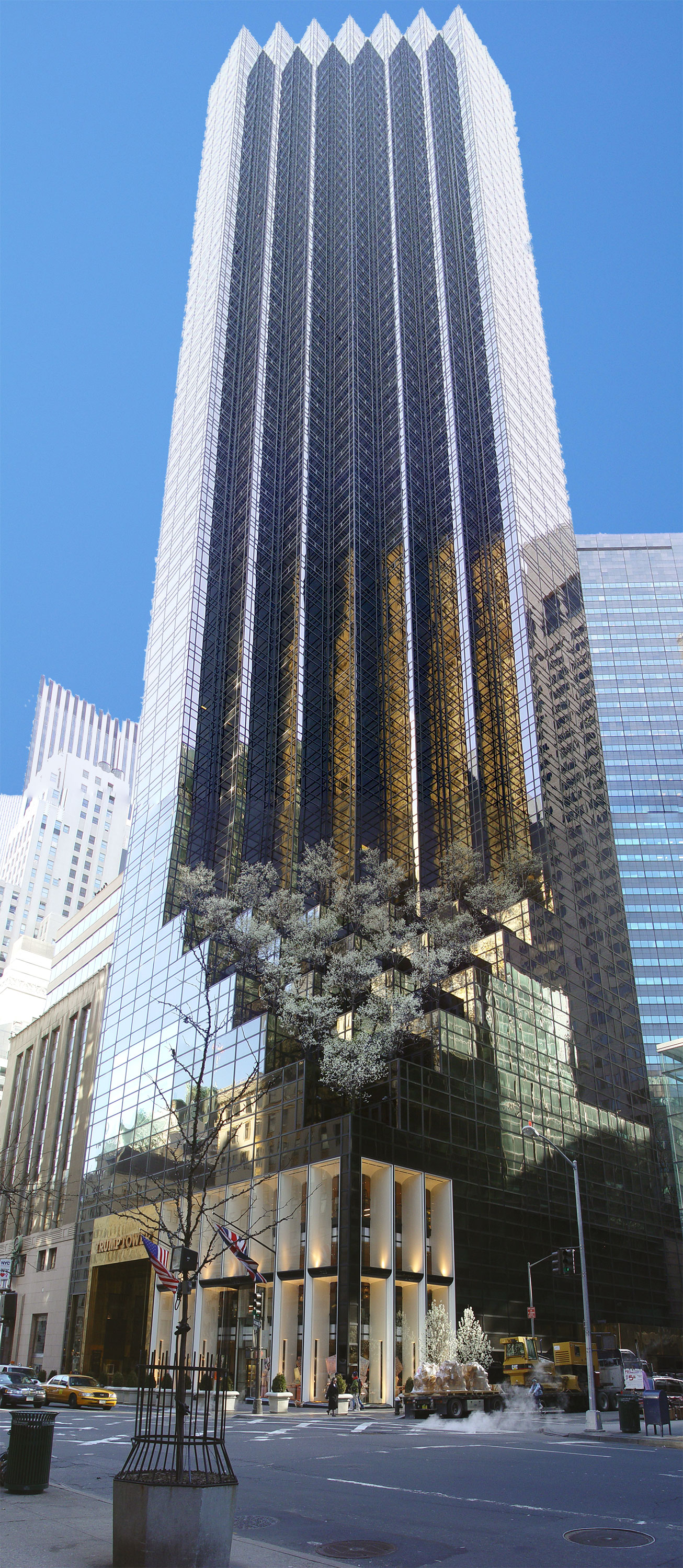
La Trump Tower de New York est utilisée pour le visuel du premier Grand Theft Auto.

Pour les articles homonymes, voir GTA.
Pour le premier jeu de la série, voir Grand Theft Auto (jeu vidéo).
Grand Theft Auto, souvent abrégé GTA, est une série de jeux vidéo créée par David Jones et Mike Dailly, avant que les différents opus qui la composent ne soient notamment supervisés par les frères Dan et Sam Houser, Leslie Benzies et Aaron Garbut. Apparue en 1997, la franchise est principalement développée par le studio de développement écossais Rockstar North (anciennement DMA Design) et éditée par Rockstar Games (BMG Interactive pour le premier jeu). Le nom de la série vient de l'expression anglo-américaine grand theft auto, qui signifie « vol de voiture » et qui est parfois utilisée dans le jargon policier.
La plupart des jeux de la série se déroulent dans une ville ou un État fictif américain comme Liberty City, Vice City, San Andreas ou encore Los Santos, respectivement modelée à partir des villes et régions américaines de New York, Miami, de la Californie du Sud et Los Angeles. Si le tout premier jeu se déroule dans trois villes fictives éloignées les unes des autres, les titres suivants, qu'ils soient également en 2D ou bien en 3D et HD, se déroulent principalement dans une seule ville ou un seul État (certains opus permettent aux joueurs de visiter d'autres lieux, le temps d'une ou plusieurs missions). Le système de jeu est lancé dans un monde ouvert dans lequel le joueur choisit des missions pour progresser dans le scénario principal, en plus de s'engager dans des activités parallèles, de type action-aventure, conduite, tir en vue à la troisième personne, occasionnellement de rôle, et infiltration. La série est souvent l'objet de polémiques du fait de son contenu adulte et ses thèmes violents. Elle se concentre également sur différents protagonistes, souvent criminels, dont les objectifs divergent selon les jeux.
À ce jour, la série compte au total seize jeux, dont quatre extensions et un mode en ligne pouvant s'apparenter à des jeux à part entière, auxquelles s'ajoutent différentes compilations ; un dix-septième opus est également en cours de développement. De nombreux acteurs et musiciens prêtent leur voix aux personnages de la série dont Ray Liotta, Burt Reynolds, Dennis Hopper, Samuel L. Jackson, Debbie Harry, Phil Collins, Axl Rose, et Peter Fonda.
En août 2025, la franchise compte près de 455 millions d'exemplaires vendus à travers le monde, la plaçant ainsi à la cinquième place des séries de jeux vidéo les plus vendus de tous les temps. Grand Theft Auto V, le dernier jeu en date avec GTA Online (tous deux sortis en 2013), est l'opus ayant eu le plus de succès avec plus de 215 millions d'unités écoulées, faisant de lui le deuxième jeu vidéo le plus vendu de l'histoire vidéoludique.

## Système de jeu
Grand Theft Auto est connu comme étant un jeu bac à sable à la jouabilité très variée. En effet, bien que la franchise s'inspire essentiellement des jeux d'action-aventure, de conduite et de tir dans un monde ouvert, elle apporte parfois d'autres éléments utilisés dans divers genres comme les jeux de rôle, de rythme, de réflexion, de sport, d'infiltration, de combat, de simulation de vie, de gestion et emprunte même de la jouabilité au shoot 'em up, comme dans certaines missions se déroulant entièrement en rail shooter. De plus, GTA V propose la vue à la première personne, variant un peu plus le gameplay.
Par ailleurs, la série est controversée, car elle touche à des thèmes sensibles, comme la violence, le sexe, ou encore la drogue. Chaque jeu permet en effet d'incarner un criminel, évoluant dans une métropole, ou même parfois un État. Il doit remplir des missions de tous types pour toutes sortes de personnes, pour se faire un nom dans la ville ou pour toute autre raison, telle que la vengeance, la survie ou l'ambition du pouvoir. Les missions, variées et multiples, sont données par des commanditaires que le joueur doit aller rejoindre dans toute la ville. Elles doivent être complétées pour progresser dans le scénario. Assassinats, vols de voitures, déstabilisation d'un gang adverse, et d'autres actions délictueuses sont de la partie (comme la préparation en plusieurs phases du braquage d'un casino). Le joueur est souvent amené à conduire des véhicules, à provoquer une fusillade, ou à faire des courses de rue. Il arrive également que le joueur fasse des missions nécessitant un transport aérien, comme un avion ou un hélicoptère. Il existe également des missions secondaires, non essentielles au scénario (éparpillées dans toute la ville) que le joueur peut réaliser, comme des courses de motos, des cambriolages, ou des livraisons plus ou moins illégales.
Dans la majorité des titres sortis après Grand Theft Auto 2, le joueur est impliqué dans un scénario, et au gré des événements qui se déroulent en ville, les missions du joueur feront avancer le scénario. Ces missions lui apporteront également des récompenses, comme le déblocage de zones de la ville, de nouvelles armes données par les commanditaires ou de l'argent, qui permet de multiples possibilités, comme acheter de nouvelles propriétés. Le joueur peut intervenir dans l'histoire de la manière qu'il souhaite. La structure de la narration dispose de plusieurs zones non linéaires entremêlées dans un scénario. Il est ainsi possible de vagabonder dans l'univers du jeu sans se soucier de l'histoire, et d'interagir avec ce qui vient : obtenir des véhicules, bien souvent par car jacking comme des voitures, des vélos, et parfois même des trains. Il est important de noter que, même si certaines missions exigent de le faire, il est déconseillé de recourir à la violence et aux actes criminels. Ainsi, si le joueur commet un meurtre, les forces de police le rechercheront plus ou moins activement, en fonction de ses « étoiles », représentant son niveau de criminalité. Le joueur est cependant régulièrement confronté aux autorités : étant donné que la majorité de ses actes sont illégaux, il est très souvent en délit de fuite et plusieurs moyens astucieux (discrétion, camouflage de la voiture recherchée grâce à une nouvelle peinture, « acheter » la police en allant sur une icône flottante représentant une étoile, etc.) lui permettent d'échapper aux forces de l'ordre ou aux unités d'intervention, selon l'infraction commise.
Le personnage principal triomphera souvent à la fin de l'aventure, une fois toutes les épreuves passées, et il aura accès à la plupart des éléments débloqués au cours du jeu. Le scénario n'est qu'une partie du jeu, le jeu « bac à sable » permet par exemple de se promener ou bien de faire les missions non effectués auparavant. La ville la plus récurrente dans GTA est Liberty City, un New York vu par les développeurs. D'autres grandes villes des États-Unis apparaissent aussi, comme une inspiration de Miami, Vice City, Los Angeles, devenu Los Santos, ou une inspiration de l'est du New Jersey, qui devient Alderney. Quelques villages font leur apparition dans San Andreas, souvent en plein désert ou campagne, comme Angel Pine.

## Liste

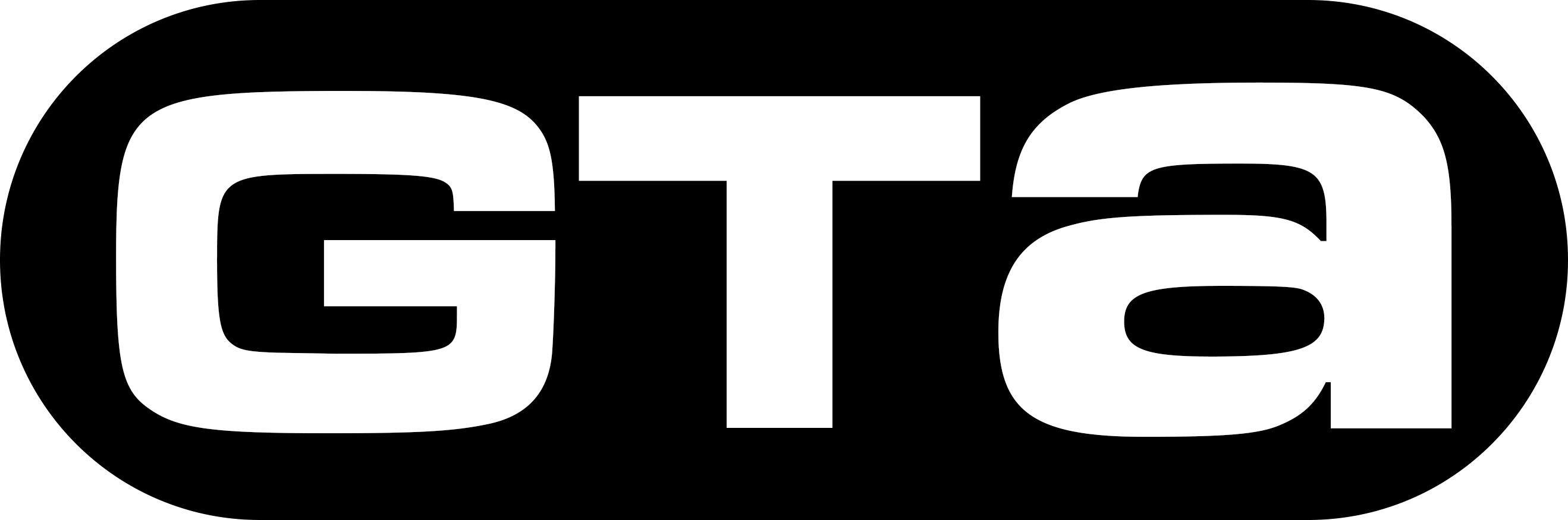
Logo alternatif de la série, dérivé de celui de Grand Theft Auto 2, visible notamment sur la jaquette arrière des jeux depuis 2013.

Dans un jeu de questions-réponses avec les fans paru sur son blog, à l’occasion du dixième anniversaire de Grand Theft Auto III, Rockstar remet les pendules à l'heure : la saga Grand Theft Auto est constituée, pour l'instant, de trois univers distincts. Les univers (également appelés ères) désignent, selon le développeur, les mondes retranscrits à différents degrés de définition : l'univers 2D, l'univers 3D et l'univers HD. Ainsi, les personnages d’un même univers peuvent interagir entre eux, ce qui n'est pas le cas avec des personnages issus de deux univers différents. Cependant, les noms de lieux, les marques, les radios et les personnages d’arrière-plan, peuvent exister dans tous les univers. De plus, des personnages, comme El Burro, peuvent traverser les ères, depuis le tout premier épisode, mais sous forme d'une référence. D'autres personnages sont cités de manière indirecte, au détour d’une radio, d’une émission de télévision, d’un easter egg ou d’une conversation mentionnant leur nom. Par exemple, dans Grand Theft Auto IV (univers HD), il est possible de trouver, en guise de clin d'œil, un CD de rap d'OG Loc, personnage de Grand Theft Auto: San Andreas (univers 3D). Par ailleurs, les noms des villes utilisées dans les différents univers sont similaires, mais leurs caractéristiques sont différentes. Par exemple, Grand Theft Auto IV se passe dans la ville de Liberty City, très différente et bien plus ressemblante à New York que celle utilisée dans GTA premier du nom ou encore dans Grand Theft Auto III. Grand Theft Auto 2, lui, est unique en son genre puisqu'il représente à lui seul une génération. Il s'agit du seul opus chiffré de la franchise à ne bénéficier d'aucune trilogie à son égard et à fortiori d'aucune suite directe, ni de préquelle d'ailleurs. De plus, il est l'unique volet de la saga dont on ne connaît pas réellement le nom du lieu où se déroule le jeu faisant de cet épisode le plus spécial de la série[réf. nécessaire].
Les deux extensions de Grand Theft Auto IV sont sorties plus tardivement sur PlayStation 3 et Windows, à la suite d'une exclusivité temporaire de Microsoft concernant la Xbox 360[Quoi ?]. Ces deux extensions sont également réunies dans un pack intitulé Grand Theft Auto: Episodes from Liberty City, vendu dans le commerce au prix de 40 euros le 29 octobre 2009 sur Xbox 360, puis le 13 avril 2010 aux États-Unis, et le 16 avril 2010 en Europe et Australie sur PlayStation 3 et Windows.
Concernant Grand Theft Auto Online, Rockstar Games est formel et insiste sur le fait qu'il ne s'agit « pas du multijoueur de Grand Theft Auto V ». En résumé, GTA Online est un jeu à part entière, parallèle à son prédécesseur. Dans de nombreuses interviews, Leslie Benzies, président de Rockstar North, le présente comme « un univers ouvert, online et persistant » qui viendra compléter l'expérience GTA V,,.
| Univers | Génération            | Titre (*)                     | Logo                                       | Lieux du scénario                                                                              | Personnages principaux | Années du déroulement du jeu | Développement                    | Plateformes | Date initiale de commercialisation |
| ------- | --------------------- | ----------------------------- | ------------------------------------------ | ---------------------------------------------------------------------------------------------- | --- | ---------------------------- | -------------------------------- | --- | ---------------------------------- |
| 2D      | Première (1997-1999)  | Grand Theft Auto              |                                            | Liberty City, San Andreas, Vice City                                                           | Travis, Troy, Bubba, Kivlov, Ulrika, Katie, Divin ou Mikki (le joueur choisit son personnage)                                               | 1997                         | DMA Design, Tarantula Studios    | DOS, Windows, PlayStation, Game Boy Color | 28 novembre 1997                   |
| 2D      | Première (1997-1999)  | London 1969                   |                                            | Londres                                                                                        | Sid Vacant, Maurice Caine, Rodney Morash ou Charles Jones (le joueur choisit son personnage)                                                | 1969                         | Rockstar Canada, Runecraft       | DOS, Windows, PlayStation | 29 avril 1999                      |
| 2D      | Première (1997-1999)  | London 1961                   | Londres Manchester (multijoueur seulement) | 1961                                                                                           | Sid Vacant, Maurice Caine, Rodney Morash ou Charles Jones (le joueur choisit son personnage)                                                | Rockstar Canada              | DOS, Windows                     | 1er juillet 1999 |                                    |
| 2D      | Deuxième (1999)       | Grand Theft Auto 2            |                                            | Anywhere City                                                                                  | Claude Speed Claude Speed, Calligari, Candy, Eddie, Gretchen, Paulo, Ruben (le joueur choisit son personnage, sur Game Boy Color seulement) | 2013                         | DMA Design, Tarantula Studios    | Windows, PlayStation, Dreamcast, Game Boy Color | 22 octobre 1999                    |
| 3D      | Troisième (2001-2006) | Grand Theft Auto III          |                                            | Liberty City                                                                                   | Claude | 2001                         | DMA Design                       | PlayStation 2 (exclusivité temporaire), Windows, Xbox, Macintosh, Android, iOS, PlayStation 3 (téléchargement), PlayStation 4, PlayStation 5, Xbox One, Xbox Series, Nintendo Switch | 22 octobre 2001                    |
| 3D      | Troisième (2001-2006) | Vice City                     |                                            | Vice City                                                                                      | Thomas "Tommy" Vercetti | 1986                         | Rockstar North                   | PlayStation 2 (exclusivité temporaire), Windows, Xbox, Macintosh, Android, iOS, PlayStation 3 (téléchargement), PlayStation 4, PlayStation 5, Xbox One, Xbox Series, Nintendo Switch | 29 octobre 2002                    |
| 3D      | Troisième (2001-2006) | Advance                       |                                            | Liberty City                                                                                   | Mike | 2000                         | Digital Eclipse                  | Game Boy Advance | 26 octobre 2004                    |
| 3D      | Troisième (2001-2006) | San Andreas                   |                                            | État de San Andreas (Los Santos, San Fierro, Las Venturas) Liberty City                        | Carl "CJ" Johnson | 1992                         | Rockstar North                   | PlayStation 2 (exclusivité temporaire), Windows, Xbox, Xbox 360, iOS, Android, PlayStation 3, Macintosh, PlayStation 4, PlayStation 5, Xbox One, Xbox Series, Nintendo Switch        | 26 octobre 2004                    |
| 3D      | Troisième (2001-2006) | Liberty City Stories          |                                            | Liberty City                                                                                   | Antonio "Toni" Cipriani | 1998                         | Rockstar Leeds, Rockstar North   | PlayStation Portable, PlayStation 2, PlayStation 3 (téléchargement), PS VITA (téléchargement), iOS, Android                                                                          | 25 octobre 2005                    |
| 3D      | Troisième (2001-2006) | Vice City Stories             |                                            | Vice City                                                                                      | Victor "Vic" Vance | 1984                         | Rockstar Leeds, Rockstar North   | PlayStation Portable, PlayStation 2, PlayStation 3 (téléchargement), PS VITA (téléchargement)                                                                                        | 31 octobre 2006                    |
| HD      | Quatrième (2008-2009) | Grand Theft Auto IV           |                                            | Liberty City et Alderney                                                                       | Nikolaï "Niko" Bellic | 2008                         | Rockstar North, Rockstar Toronto | PlayStation 3, Xbox 360, Windows | 29 avril 2008                      |
| HD      | Quatrième (2008-2009) | The Lost and Damned (EFLC)    |                                            | Liberty City et Alderney                                                                       | Jonathan "Johnny" Klebitz | 2008                         | Rockstar North, Rockstar Toronto | Xbox 360 (exclusivité temporaire), PlayStation 3, Windows | 17 février 2009                    |
| HD      | Quatrième (2008-2009) | Chinatown Wars                |                                            | Liberty City                                                                                   | Huang Lee | 2009                         | Rockstar Leeds, Rockstar North   | Nintendo DS, PlayStation Portable, iOS, Android | 17 mars 2009                       |
| HD      | Quatrième (2008-2009) | The Ballad of Gay Tony (EFLC) |                                            | Liberty City et Alderney                                                                       | Luis Fernando Lopez | 2008                         | Rockstar North, Rockstar Toronto | Xbox 360 (exclusivité temporaire), PlayStation 3, Windows | 29 octobre 2009                    |
| HD      | Cinquième (2013-2025) | Grand Theft Auto V            |                                            | Los Santos et Blaine County (sud de l'État de San Andreas) North Yankton                       | Michael De Santa, Trevor Philips et Franklin Clinton Chop                                                                                   | 2004 (prologue) 2013         | Rockstar North                   | PlayStation 3, Xbox 360, PlayStation 4, Xbox One, Windows, PlayStation 5, Xbox Series                                                                                                | 17 septembre 2013                  |
| HD      | Cinquième (2013-2025) | Online                        |                                            | Los Santos et Blaine County (sud de l'État de San Andreas) Cayo Perico North Yankton           | Personnage féminin ou masculin personnalisable par le joueur Franklin Clinton et Lamar Davis                                                | 2013-2025,                   | Rockstar North                   | PlayStation 3, Xbox 360, PlayStation 4, Xbox One, Windows, PlayStation 5, Xbox Series                                                                                                | 1er octobre 2013                   |
| HD      | Sixième (2026)        | Grand Theft Auto VI           |                                            | État de Leonida (Vice City, Leonida Keys, Grassrivers, Port Gellhorn, Ambrosia et Mont Kalaga) | Jason Duval et Lucia Caminos | 2026                         | Rockstar Studios                 | PlayStation 5, Xbox Series | 26 mai 2026                        |

(*) : En bleu, les jeux ayant inauguré une nouvelle génération, et en jaune ceux étant de la même génération. Tous les jeux commencent par le même titre, Grand Theft Auto.

### Compilations
| Compilation                                                                            | Contenu | Année de sortie initiale | Plates-formes                                                                               |
| -------------------------------------------------------------------------------------- | --- | ------------------------ | ------------------------------------------------------------------------------------------- |
| Grand Theft Auto: The Director's Cut                                                   | Grand Theft Auto et London 1969 | 1999                     | Windows, PlayStation                                                                        |
| Grand Theft Auto : Édition collector                                                   | Grand Theft Auto, London 1969 et GTA 2 | 2002                     | PlayStation                                                                                 |
| Grand Theft Auto: Double Pack                                                          | GTA III et Vice City | 2003                     | PlayStation 2, Xbox                                                                         |
| Grand Theft Auto: The Classics Collection                                              | Grand Theft Auto, London 1969 et GTA 2 | 2004                     | Windows                                                                                     |
| Grand Theft Auto: The Trilogy                                                          | GTA III, Vice City et San Andreas | 2005                     | PlayStation 2, Xbox, Windows, OS X                                                          |
| Grand Theft Auto Double Pack: Liberty City Stories and Vice City Stories               | GTA: Liberty City Stories et Vice City Stories | 2009                     | PlayStation 2                                                                               |
| Rockstar Games Double Pack: GTA: Liberty City Stories and GTA: Vice City Stories       | GTA: Liberty City Stories et Vice City Stories | 2009                     | PlayStation Portable                                                                        |
| Rockstar Games Double Pack: GTA: Liberty City Stories and Midnight Club 3: DUB Edition | GTA: Liberty City Stories et Midnight Club 3: DUB Edition | 2009                     | PlayStation Portable                                                                        |
| Rockstar Games Double Pack: GTA: Vice City Stories and Midnight Club 3: DUB Edition    | GTA: Vice City Stories et Midnight Club 3: DUB Edition | 2009                     | PlayStation Portable                                                                        |
| Grand Theft Auto: Episodes from Liberty City                                           | GTA: The Lost and Damned et The Ballad of Gay Tony | 2009                     | PlayStation 3, Xbox 360, Windows                                                            |
| Grand Theft Auto IV : l'Édition intégrale                                              | GTA IV et Episodes from Liberty City (The Lost and Damned et The Ballad of Gay Tony) | 2010                     | PlayStation 3, Xbox 360, Windows                                                            |
| Rockstar Games Collection                                                              | GTA: Episodes from Liberty City (The Lost and Damned et The Ballad of Gay Tony), L.A. Noire, Midnight Club: Los Angeles Complete (Los Angeles et les contenus téléchargeables) et Red Dead Redemption | 2012                     | PlayStation 3, Xbox 360                                                                     |
| Grand Theft Auto V : Édition Premium Online                                            | GTA V, Online, le Pack d'entrée dans le monde criminel et les contenus téléchargeables | 2018                     | PlayStation 4, Xbox One, Windows                                                            |
| PlayStation Classic                                                                    | Battle Arena Toshinden, Cool Boarders 2, Destruction Derby, Final Fantasy VII, Grand Theft Auto, Kurushi, Jumping Flash, Metal Gear Solid, Mr. Driller, Oddworld : L'Odyssée d'Abe, Rayman, Resident Evil, Revelations: Persona, R4: Ridge Racer Type 4, Super Puzzle Fighter II Turbo, Syphon Filter, Tekken 3, Tom Clancy's Rainbow Six, Twisted Metal et Wild Arms | 2018                     | PlayStation Classic                                                                         |
| Grand Theft Auto: The Trilogy – The Definitive Edition                                 | Versions remasterisées de GTA III, Vice City et San Andreas | 2021                     | PlayStation 4, PlayStation 5, Xbox One, Xbox Series, Nintendo Switch, Windows, iOS, Android |

### Courts métrages
| Court métrage                                    | Jeu                           | Année de sortie | Prise de vues              |
| ------------------------------------------------ | ----------------------------- | --------------- | -------------------------- |
| GTA2: The Movie                                  | Grand Theft Auto 2            | 1999            | Prise de vues réelles      |
| Grand Theft Auto: San Andreas - The Introduction | Grand Theft Auto: San Andreas | 2004            | Moteur du jeu (RenderWare) |
| Solomun - Customer Is King (clip musical)        | Grand Theft Auto V            | 2018            | Moteur du jeu (RAGE)       |

## Histoire
| 1997 | Grand Theft Auto       |
| 1998 |                        |
| 1999 | London 1969            |
| 1999 | London 1961            |
| 1999 | Grand Theft Auto 2     |
| 2000 |                        |
| 2001 | Grand Theft Auto III   |
| 2002 | Vice City              |
| 2003 |                        |
| 2004 | Advance                |
| 2004 | San Andreas            |
| 2005 | Liberty City Stories   |
| 2006 | Vice City Stories      |
| 2007 |                        |
| 2008 | Grand Theft Auto IV    |
| 2009 | The Lost and Damned    |
| 2009 | Chinatown Wars         |
| 2009 | The Ballad of Gay Tony |
| 2010 |                        |
| 2011 |                        |
| 2012 |                        |
| 2013 | Grand Theft Auto V     |
| 2013 | Online                 |
| 2014 |                        |
| 2015 |                        |
| 2016 |                        |
| 2017 |                        |
| 2018 |                        |
| 2019 |                        |
| 2020 |                        |
| 2021 |                        |
| 2022 |                        |
| 2023 |                        |
| 2024 |                        |
| 2025 |                        |
| 2026 | Grand Theft Auto VI    |

La série est initialement lancée en 1997 par DMA Design, une petite société de développement située en Écosse. Bien que depuis le premier épisode, plus d'une quinzaine de jeux soient sortis, il n'existe dans les faits que cinq générations distinctes de la série, chacune ayant apporté son lot de nouveautés. Rockstar décide d'attribuer un nouveau numéro à un épisode, si celui-ci constitue un réel tournant dans la série et apporte de nettes améliorations, en termes de jouabilité, de graphisme, de possibilités ou de narration. Elle est actuellement à sa cinquième génération avec Grand Theft Auto V. Selon Sam Houser, fondateur de Rockstar Games, « GTA V sera une réinvention totale de l'univers de Grand Theft Auto et ne sera pas moins que le plus gros jeu que la saga ait jamais eu [...] le jeu prendra une nouvelle direction dans sa manière d'aborder le monde ouvert, la façon de raconter l'histoire, les missions solo et le multijoueur. »

### Univers 2D
La première génération commence en 1997, et se compose de Grand Theft Auto, Grand Theft Auto: London 1969 et Grand Theft Auto: London 1961, tous deux sortis en 1999. Leur particularité est d'être représenté par une vue de dessus (dit « à vol d'oiseau »). Les débuts sont bien différents de ce que la série connait depuis son passage à l'univers HD, avec des jeux assez complexes. Pour chacun de ces jeux, le joueur peut choisir entre huit avatars, ce choix n'ayant aucune incidence sur le gameplay.

#### Grand Theft Auto
Grand Theft Auto est démuni de scénario ; il s'agit juste d'une succession de missions à effectuer par l'intermédiaire d'un téléphone public. L'action se déroule dans les villes de Liberty City, San Andreas et Vice City. Dans le jeu, certaines missions nécessitent de tuer, voler ou vendre de la drogue, ce qui engendrera plusieurs polémiques.

##### Extensions
L'extension Grand Theft Auto: London 1969 met en scène les villes britanniques de Londres et Manchester. L'ambiance londonienne des années 1960 est transposée, avec un côté « James Bond », ainsi que les véhicules, musiques et des éléments en lien avec Londres. Le jeu reste en vue à vol d'oiseau, mais un scénario commence à être présent, même s'il ne revêt pas une grande importance à la différence de Grand Theft Auto III[réf. souhaitée].
Un autre supplément, moins connu[réf. nécessaire], intitulé Grand Theft Auto: London 1961, est commercialisé la même année, en 1999, et reprend la même formule que London 1969 mais avec quelques ajouts. Les missions des deux suppléments sont globalement identiques par rapport au premier volet.

#### Grand Theft Auto 2
La seconde génération est représentée par Grand Theft Auto 2. Cet épisode introduit le système de gangs, qui sera omniprésent par la suite. Les graphismes sont grandement améliorés, avec notamment des décors en 2,5D. Un scénario est désormais présent dans le jeu et il s'articule, ainsi que son gameplay, autour d'une guerre des gangs. Le protagoniste incarné par le joueur se nomme Claude Speed, qui se doit de travailler successivement pour les sept gangs qui se partagent la ville. Dans ce jeu, les gangs prennent bien plus d'importance que dans tout autre jeu de la série, c'est même le cœur du jeu[réf. souhaitée]. La série se fait connaître peu à peu, notamment du fait de sa violence, qualifiée de gratuite, qui va révolutionner le genre,.

### Univers 3D
La troisième génération se compose de plusieurs jeux publiés entre 2001 et 2007. Ils partagent le même moteur de jeu et le même design général. Ils utilisent tous la même structure de jeu et de gameplay, et possèdent des liens au niveau des personnages, des lieux et du scénario. Cette génération se compose de Grand Theft Auto III, Grand Theft Auto: Vice City, Grand Theft Auto: San Andreas, Grand Theft Auto: Liberty City Stories, Grand Theft Auto: Vice City Stories et enfin Grand Theft Auto Advance. L'action se déroule pour la première fois en vue à la troisième personne, ce qui permet de dynamiser le jeu. Ces épisodes disposent chacun d'un scénario original. Il s'agit de la trilogie sur PlayStation 2 qui hissera Grand Theft Auto au niveau de symbole vidéoludique (le joueur parle désormais du genre GTA-like). Une grande liberté d'action est laissée aux joueurs. Les musiques, regroupant plusieurs styles, participent grandement à l'ambiance du jeu.

#### Grand Theft AutoIII
Grand Theft Auto III est commercialisé en octobre 2001, propulse la franchise au rang de blockbuster. Le jeu se déroule à Liberty City, une ville imaginaire inspirée de l'est américain. Le personnage du joueur se nomme Claude, et il est libre de se promener là ou il le souhaite partout dans la ville. La caméra étant à la troisième personne, toute la ville est entièrement modélisée en 3D.

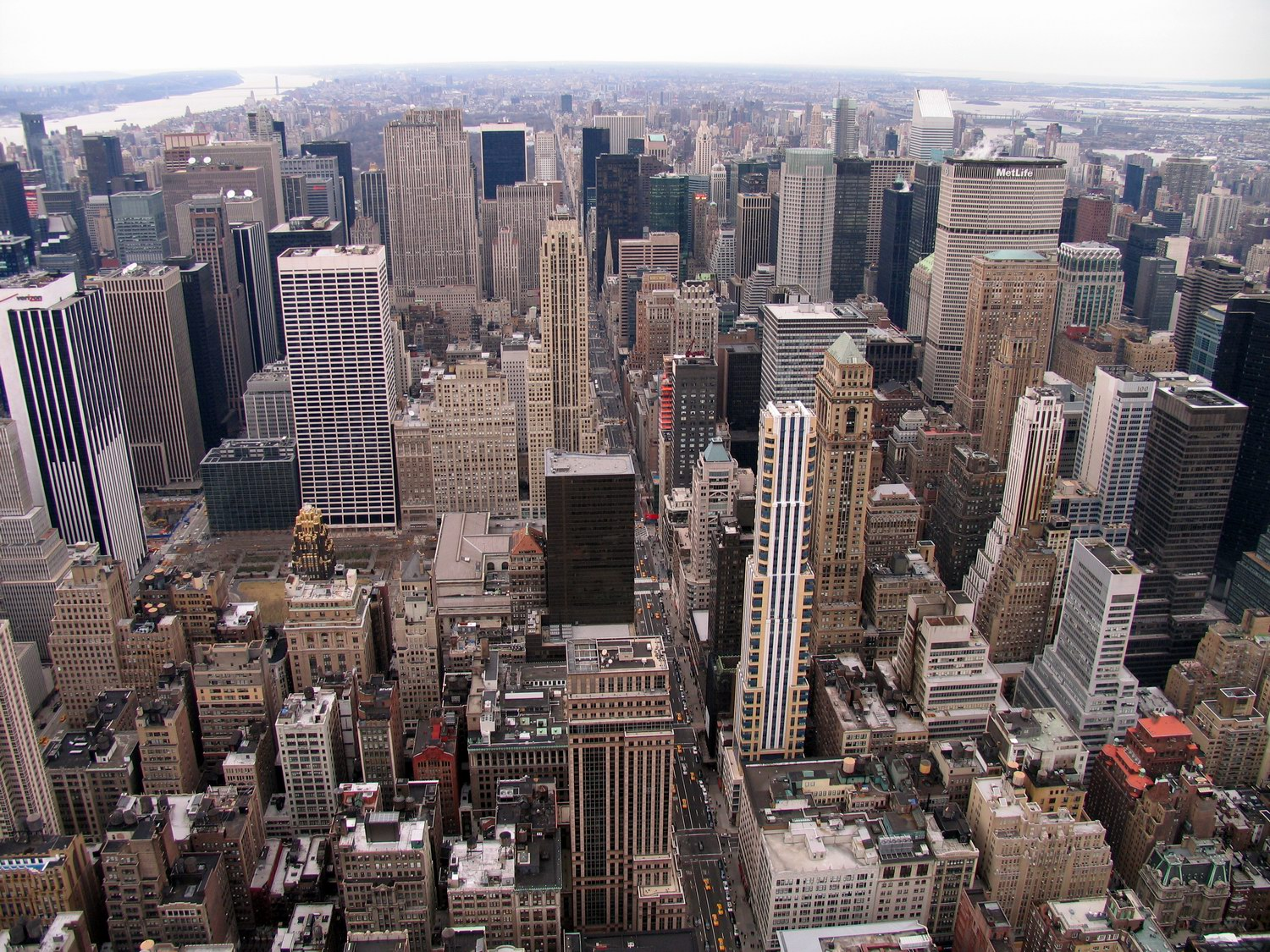
Le Liberty City de Grand Theft Auto III s'inspire de plusieurs villes de la côte est des États-Unis, dont New York.

Pour la première fois, le problème du repérage de la position du joueur dans la ville est en partie résolu, car le joueur a, à sa disposition, en permanence une mini-carte, située en bas à gauche de l'écran, qui montre notamment le plan de la ville, la position du personnage, et celles des cibles. Les graphismes sont également améliorés avec un nouveau moteur graphique. Le gameplay est adapté de façon à pouvoir explorer Liberty City, qui parait pour la même occasion bien plus vivante que les précédents volets. Le mode multijoueur est écarté (bien que des mods multijoueur amateurs fassent leur apparition sur PC plus tard), pour revenir dans Liberty City Stories[réf. nécessaire]. Le jeu utilise également des cinématiques, entièrement en 3D elles aussi, avec un doublage de voix pour les personnages, ce qui permet d'avoir affaire à un vrai scénario pour la première fois. Dans les précédents volets, le joueur devait se rendre à des cabines téléphoniques pour avoir des missions, et seuls des sous-titres décrivaient le « scénario » et les objectifs.
Le 13 octobre 2011, Rockstar annonce la sortie de Grand Theft Auto III sur iPad, iPhone, tablettes Android et smartphones, et sur de nombreuses consoles portables, afin de célébrer le dixième anniversaire du jeu.

#### Grand Theft Auto: Vice City

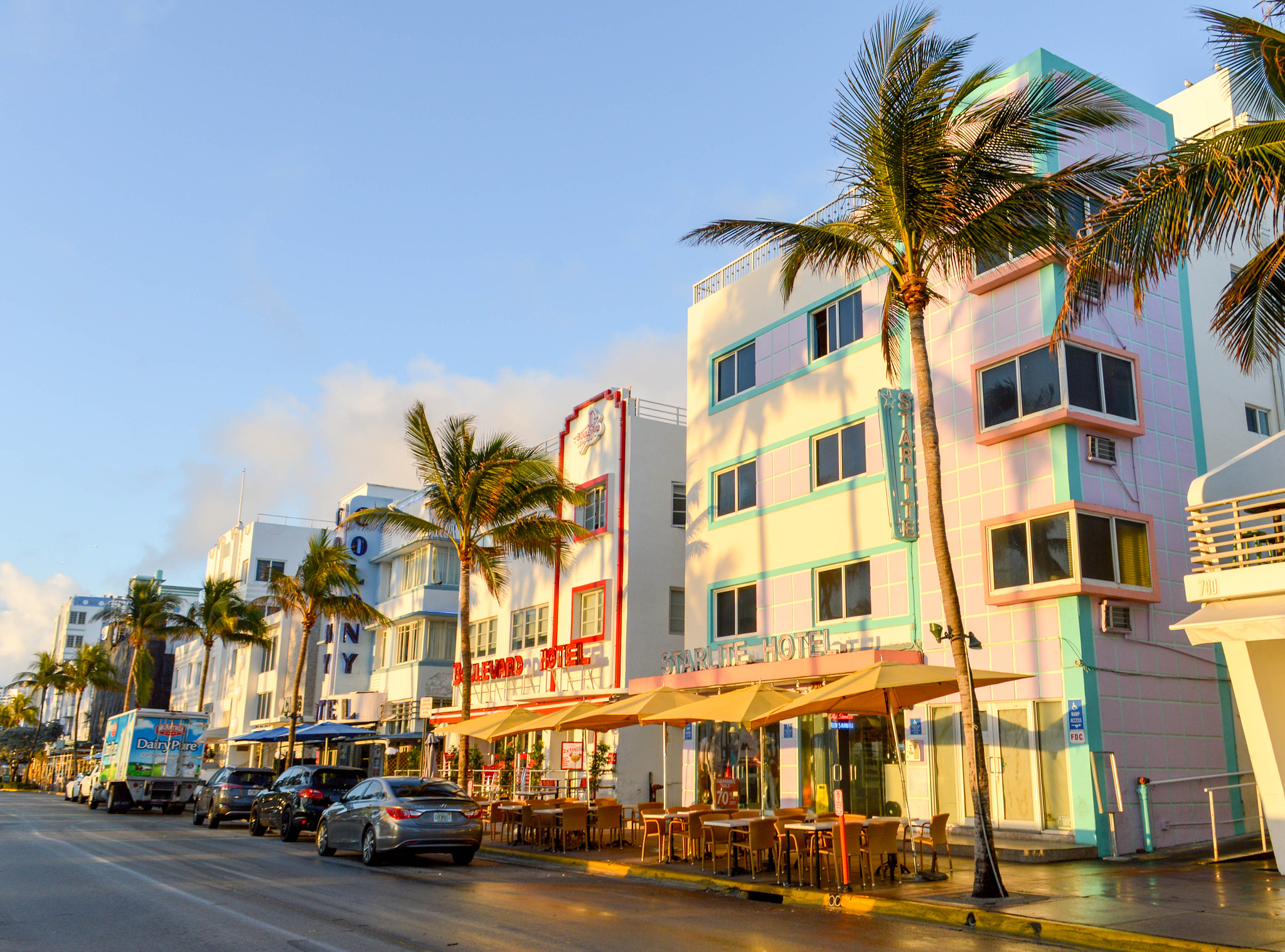
Vice City prend inspiration du Miami des années 1980 dans le jeu du même nom.

Grand Theft Auto: Vice City est un jeu vidéo d'action-aventure développé par Rockstar North (anciennement DMA Design) et distribué par Rockstar Games en 2002. Le joueur incarne Tommy Vercetti, et le jeu prend place en 1986 à Vice City, une ville inspirée de Miami. Le jeu s'articule en grande partie sur l'ambiance des années 1980, et touche à des sujets sensibles comme le trafic de stupéfiants. Vice City est le premier de la série à inclure des véhicules volants que le joueur peut piloter, comme des hélicoptères ou des hydravions. Le jeu inclut également une plus grande variété d'armes et de véhicules, ainsi que les motos. Le joueur peut également acheter des propriétés, comme un studio de cinéma ou une concession automobile.

#### Grand Theft Auto: San Andreas
Grand Theft Auto: San Andreas est commercialisé en 2004. Le jeu se déroule en 1992, à Los Santos au départ du jeu, puis au sein de l'État fictif de San Andreas, inspiré de la Californie du Sud. Los Santos est une ville inspirée de Los Angeles, et au départ le jeu se déroule plus précisément dans le milieu des ghettos, où la drogue et la cocaïne y sont très présentes. Le joueur incarne ici Carl Johnson, et sera amené à visiter la carte dans son intégralité, en particulier les villes de Los Santos (Los Angeles), San Fierro (San Francisco) et Las Venturas (Las Vegas). Ces villes sont espacées par des kilomètres d'autoroutes, des villages, des zones de campagne et un désert. Le jeu offre de nouvelles armes, des nouveaux véhicules (avions, trains de marchandise), mais également quelques nouveautés concernant les aptitudes du personnage : la possibilité de nager (et même de plonger sous l'eau), de grimper aux murs et aux grillages, une plus grande habileté à se déplacer, et la possibilité de modifier son corps.

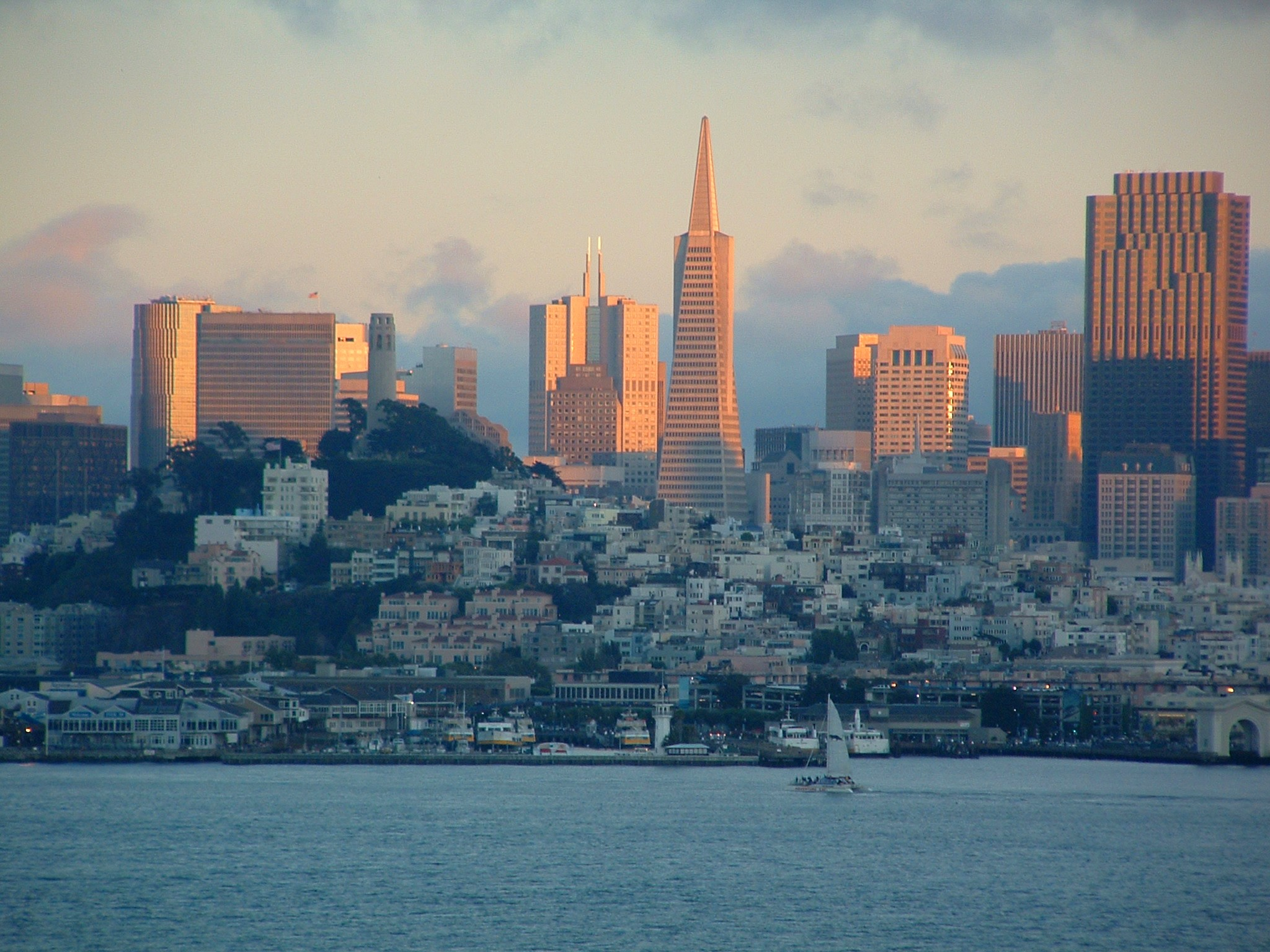
GTA: San Andreas se déroule dans plusieurs villes de la côte ouest des États-Unis, dont San Francisco, appelée San Fierro.

Le jeu est par la suite commercialisé via Steam le 4 janvier 2008, et sur le Mac App Store le 25 août 2011.

#### Préquelles

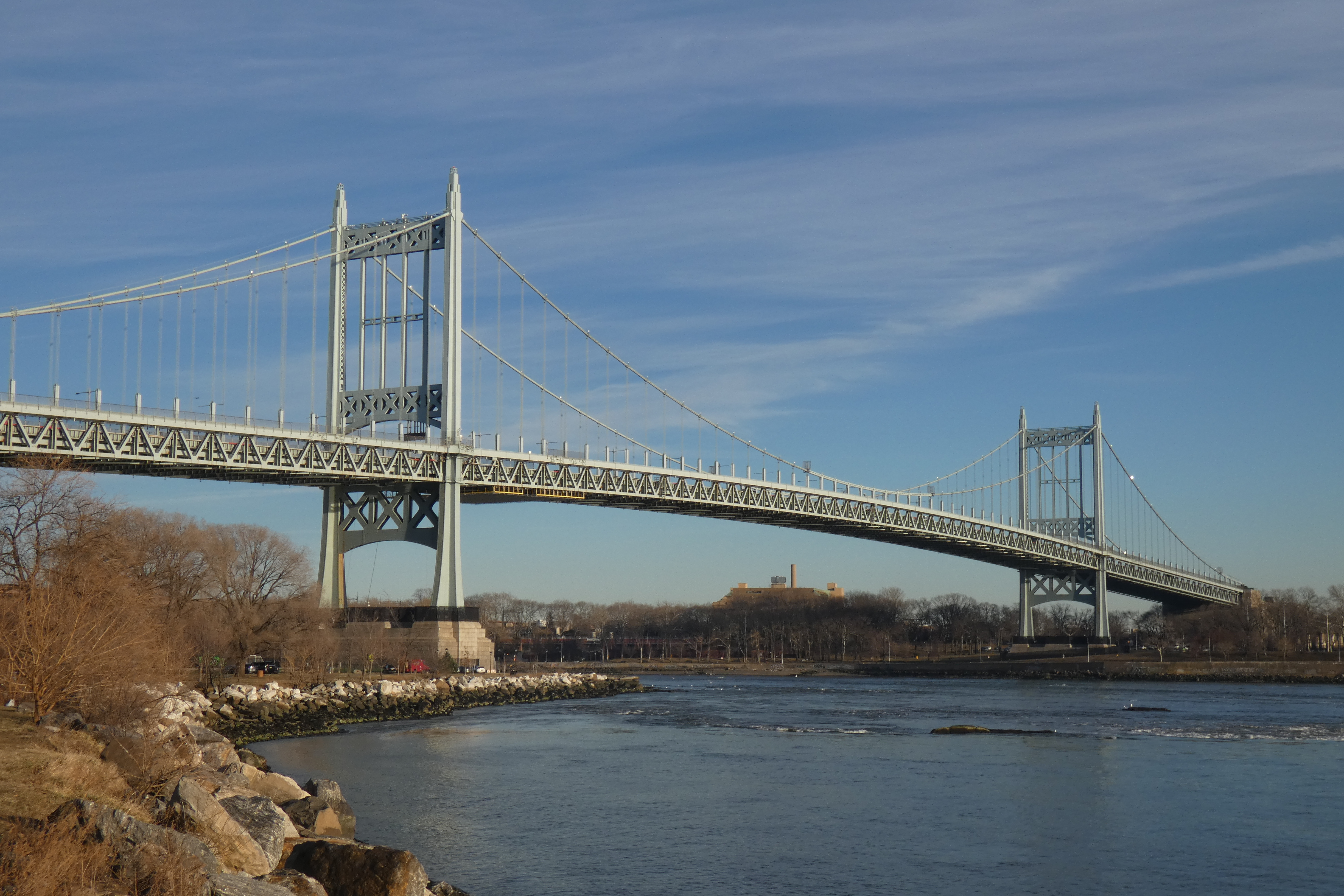
Le pont Callahan dans la version 3D de Liberty City prend notamment pour modèle le pont Robert F. Kennedy à New York.

Grand Theft Auto: Liberty City Stories, Grand Theft Auto: Vice City Stories et Grand Theft Auto Advance s'inscrivent également dans cette génération de la série, bien qu'ils soient plus des sortes de série dérivée (spin-offs). Ces épisodes se déroulent quelques années avant leurs homologues respectifs, pour revenir sur des événements significatifs qui ont secoué la ville.
Grand Theft Auto: Liberty City Stories narre les origines de certains personnages de Grand Theft Auto III, comme le protagoniste Tony Cipriani, et comment les différents gangs ont émergé et se sont partagé les différents quartiers de la métropole. Grand Theft Auto: Vice City Stories prend place deux ans avant Grand Theft Auto: Vice City, et détaille un peu plus la famille de Lance Vance, un personnage majeur dans Vice City, dont le héros Vic Vance est issu de la famille. De plus, le jeu ajoute quelques nouveautés, comme la possibilité de gérer un empire commercial, ou celle de pouvoir piloter un jetski. Ces jeux sont dotés d'un mode multijoueur. Grand Theft Auto Advance utilise la vue du dessus, mais il s'inscrit également dans cette génération, les évènements de l'histoire se déroulant entre Grand Theft Auto III, et Grand Theft Auto: Liberty City Stories. D'ailleurs, le HUD propre maintenant à la série y est repris. Le héros s'appelle Mike et rencontre plusieurs personnages récurrents de l’ère GTA III.

### Univers HD
La quatrième génération passe à la haute définition. Elle débute en 2008 avec Grand Theft Auto IV sur PlayStation 3 et Xbox 360, et se poursuit avec The Lost and Damned, Chinatown Wars et The Ballad of Gay Tony. Cette génération a peu de rapports avec l'univers créé par Grand Theft Auto III.
Tout comme il existait une « ère » GTA III, les quatre épisodes de cette génération sont liés, leur histoire se déroulant au même moment, dans la même ville. Pendant que Johnny Klebitz fait la guerre contre un groupe de motards ennemi, Niko Bellic arrive à Liberty City pour vivre une nouvelle vie, tandis que Luis Lopez aide son patron Gay Tony dans le monde de la nuit et Huang Lee cherche à retrouver une épée légendaire quelques mois plus tard. Ce sont des histoires parallèles qui dessinent « l'ère » GTA IV. Cette génération prend un tournant moins loufoque et plus réaliste avec son moteur de jeu.

#### Grand Theft AutoIV

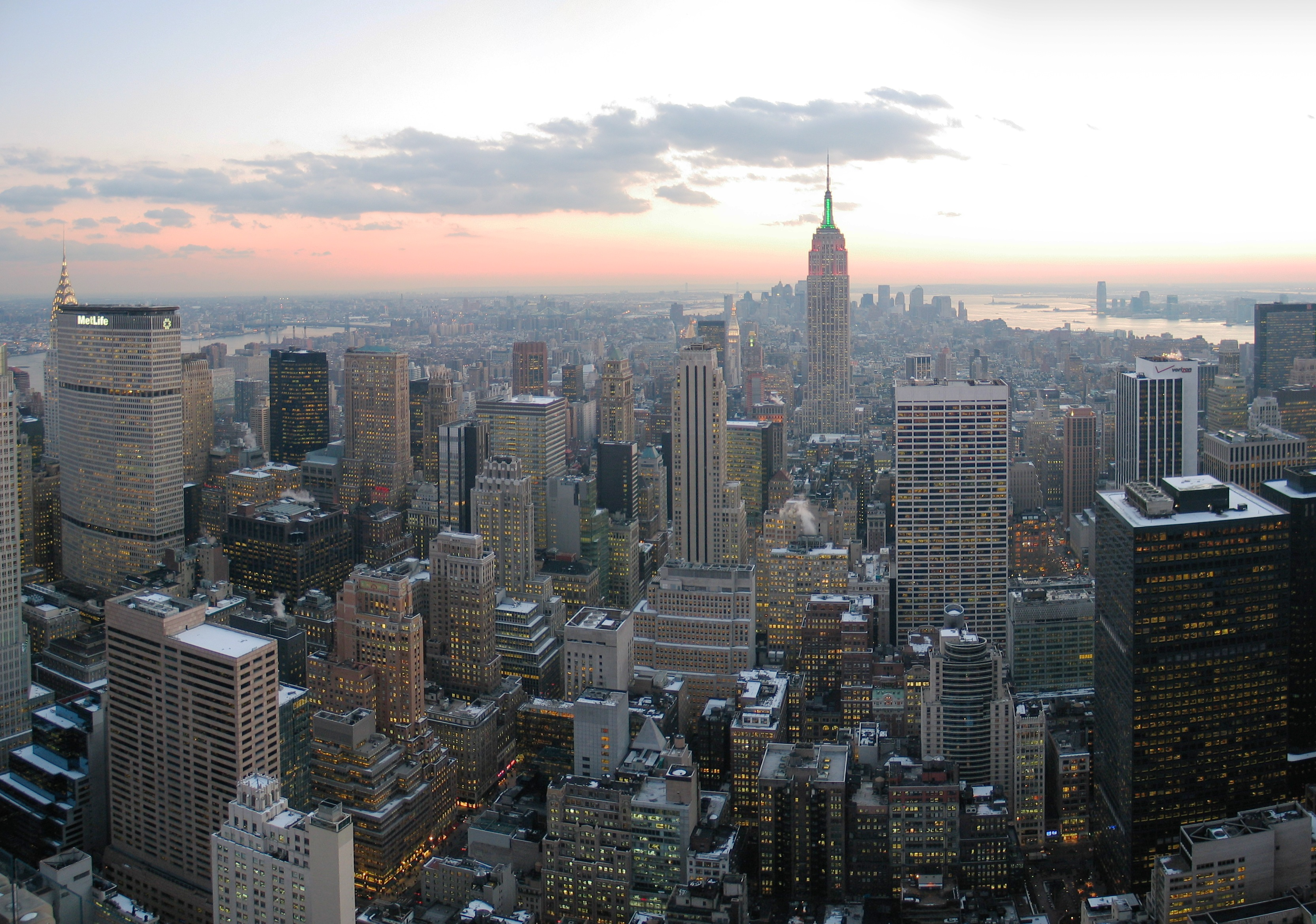
New York inspire la ville de Liberty City dans les jeux de l'univers 2D et 3D mais celle-ci est reproduite avec beaucoup plus de fidélité à partir de Grand Theft Auto IV.

Grand Theft Auto IV intronise plusieurs grandes évolutions. Les moteurs graphiques et physiques du jeu, qui ont été souvent critiqués dans la série, sont entièrement revus, ce qui permet d'avoir une ville bien plus vivante que par le passé. Le jeu se déroule de nouveau à Liberty City, mais la ville est différente de celle de Grand Theft Auto III, car cette fois, elle est entièrement calquée sur New York et sur l'est du New Jersey. Le héros est cette fois Niko Bellic, un immigré serbe, qui veut vivre le rêve américain à Liberty City, comme promis par son cousin Roman. La ville est désormais plus vivante qu'auparavant, le joueur peut voir les habitants vivre leur vie dans la ville (par exemple assis sur un banc à lire un journal, tondant leur pelouse, nettoyant les abords de leur maison). La circulation est plus présente qu'avant, et la ville bien plus détaillée est désormais bien plus crédible. Le jeu est également plus réaliste : la conduite des véhicules est plus difficile, les fusillades sont bien plus crédibles qu'avant, et incluent des nouveautés, comme la possibilité pour le joueur de se cacher derrière des obstacles (murs, piliers, etc.). Le joueur a un téléphone portable à sa disposition, et peut appeler ses amis pour aller faire un tour, déclencher des missions, ou encore commander des armes ou un taxi. Le mode multijoueur fait son grand retour, et il est même étoffé, avec environ une quinzaine de modes différents, jouables jusqu'à 16. Au niveau sonore, de grands noms animent les stations de radio que le joueur peut écouter dans le jeu, comme DJ Premier ou encore Karl Lagerfeld.

##### Contenus supplémentaires

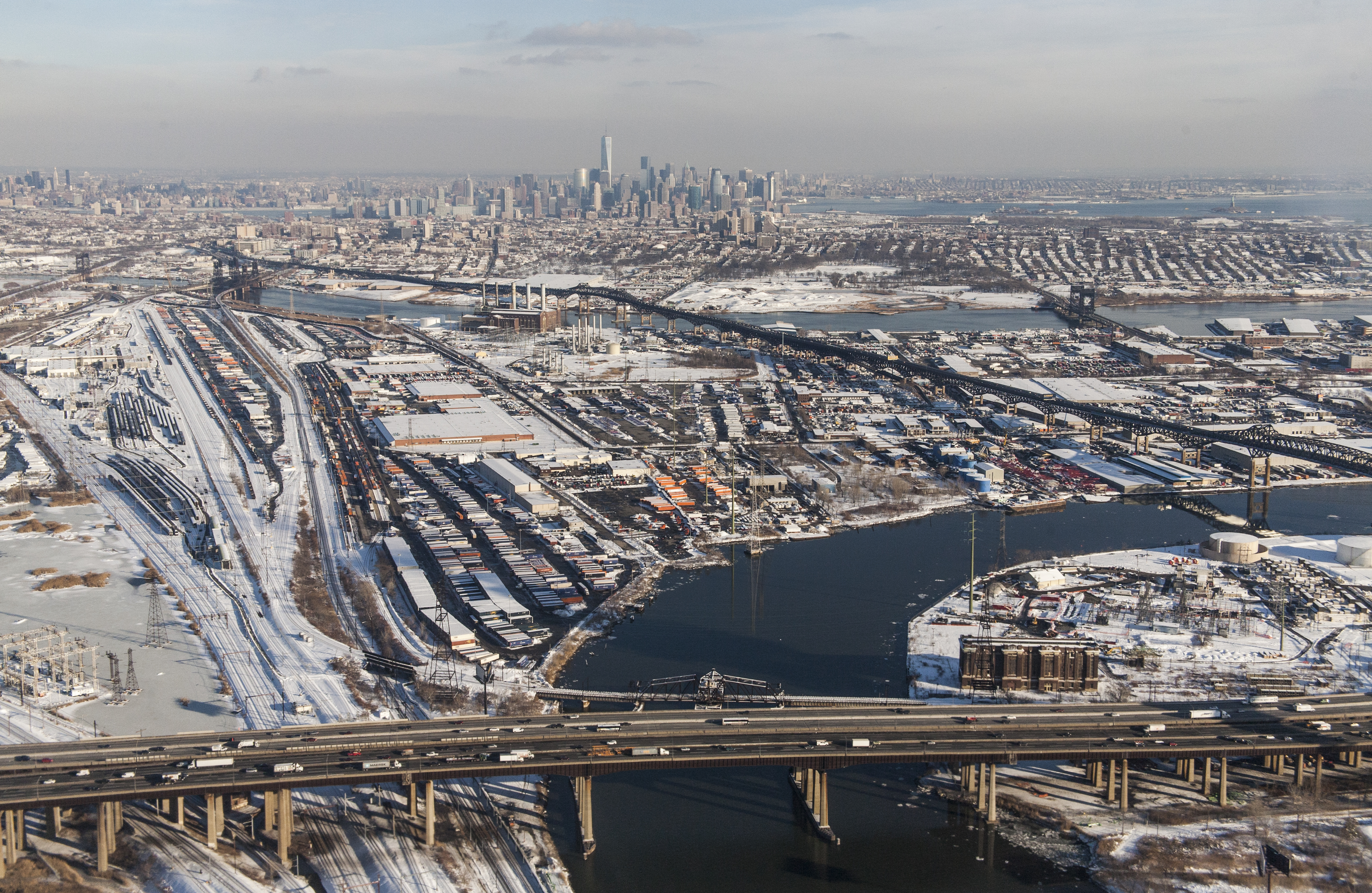
La ville de Kearny au New Jersey sert, entre autres, d'influence à la zone industrielle d'Alderney.

Les contenus supplémentaires de GTA IV se déroulent en même temps que ce dernier ou peu de temps après, dans le même endroit. Cependant, Liberty City est revu sous un angle de vue différent, par exemple Alderney pour The Lost and Damned. L'épisode qui suit, Grand Theft Auto: The Lost and Damned, est en fait une extension de celui-ci, sorti le 17 février 2009 sur Xbox 360, et le 16 avril 2010 sur PC et PlayStation 3. Cet épisode met en scène le joueur dans la peau de Johnny Klebitz, qui fait partie d'un groupe bikers appelés The Lost. Ils vivent à Alderney, une réplique du New Jersey, situé à côté de Liberty City. Les motos sont largement privilégiées dans cet épisode. Le joueur peut participer à des guerres de gangs, des virées en motos avec ses amis, des courses de road rage en moto. Le mode multijoueur est revu et amélioré, avec par exemple, l'ajout de nouveaux modes de jeu.
Grand Theft Auto: The Ballad of Gay Tony est le total opposé de The Lost and Damned. Sorti le 29 octobre 2009 sur Xbox 360 et le 16 avril 2010 sur PC et PlayStation 3, le joueur incarne Luis Fernando Lopez, assistant de Tony Prince, qui est le patron d'un club de nuit. Cet opus se déroule donc plus dans un domaine « nocturne ». Le jeu est axé en particulier sur les voitures rapides et le domaine aérien, avec des hélicoptères et des parachutes (qui nous permettent d'effectuer des BASE jump). Il est moins « sérieux » que ses prédécesseurs, certaines missions du jeu en sont beaucoup plus fantaisistes. Le joueur y croise aussi de nombreux personnages cités dans GTA IV et dans la première extension. Le joueur peut ainsi rejouer des missions de GTA IV sous un angle différent (l'affaire des diamants par exemple, jouée sous l'angle de Niko dans l'épisode principal, sous l'angle des bikers dans The Lost and The Damned et sous l'angle de Luis dans The Ballad of Gay Tony).
Ces deux épisodes sont regroupés dans un jeu appelé Grand Theft Auto: Episodes from Liberty City, qui est donc un standalone direct à Grand Theft Auto IV. Les deux add-ons de GTA IV sont sortis plus tôt sur Xbox 360, car étant en exclusivité temporaire.

#### Chinatown Wars

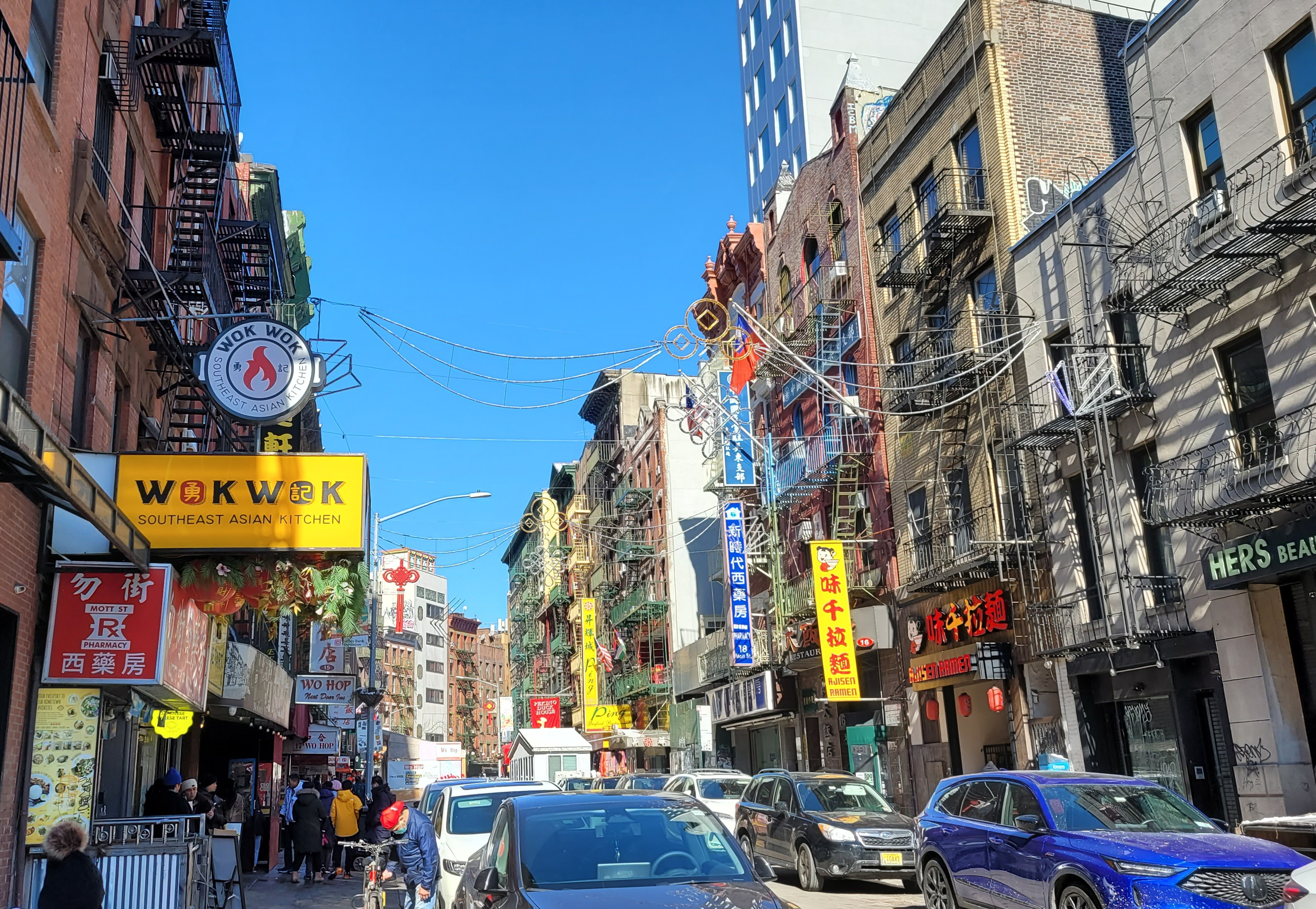
Le quartier de Chinatown à New York, auquel fait référence le quartier du même nom dans la version HD de Liberty City.

Grand Theft Auto: Chinatown Wars plonge le joueur dans le gang des Triades, qui se trouvent à Chinatown, dans Liberty City. La quête du héros, Huang Lee, sera cette fois de venger la mort de son père. Le jeu est sorti le 20 mars 2009 sur DS, le 23 octobre 2009 sur PlayStation Portable, le 18 janvier 2010 sur iPhone et iPod touch, et le 9 septembre 2010 sur iPad (sous le titre Chinatown Wars HD). Ce jeu fut également le seul de la série à sortir sur Nintendo DS.

#### Grand Theft AutoV

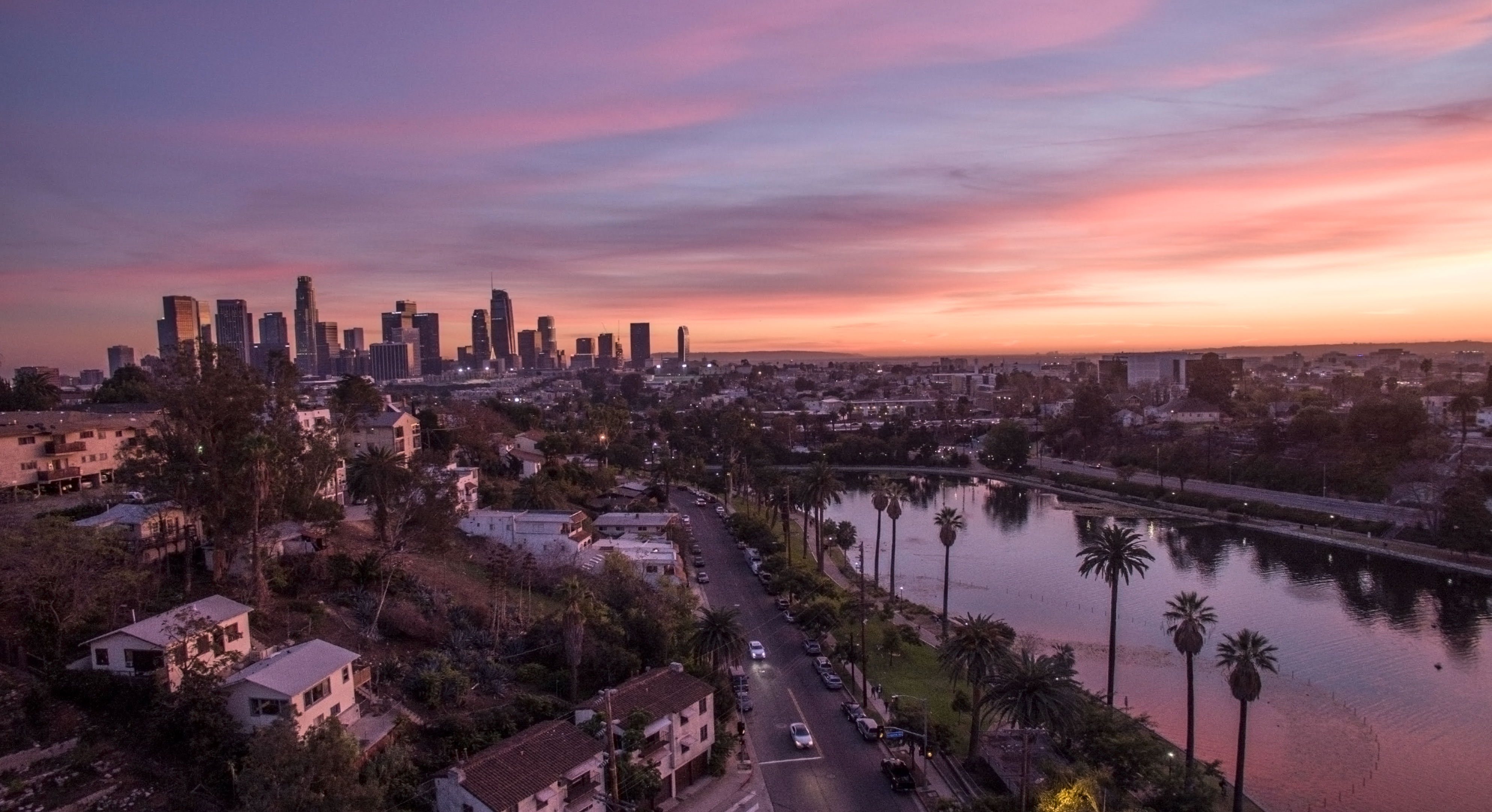
Los Angeles est représentée avec beaucoup de similitudes dans Grand Theft Auto V sous le nom de Los Santos.

La cinquième génération est introduite, comme son nom l'indique, par Grand Theft Auto V. La première bande-annonce a été diffusée le 2 novembre 2011, montrant notamment la ville de Los Santos, déjà utilisée dans San Andreas mais comme une partie d'un État tout entier. La carte est aussi grande que celles de San Andreas, Liberty City et New Austin (carte de Red Dead Redemption, autre jeu de Rockstar Games) réunies. Le jeu est une continuité de l'ère GTA IV : plusieurs personnages secondaires y font une apparition.
Le jeu apporte plusieurs changements notoires. La plus importante nouveauté est la possibilité d'incarner trois personnages aux personnalités différentes, et cela simultanément: Michael De Santa, richissime ancien braqueur à la retraite, Trevor Philips, ancien pilote d'avion militaire devenu psychopathe, et Franklin Clinton, jeune arnaqueur qui souhaite sortir de son ghetto. Le joueur peut passer de l'un à l'autre facilement, hors mission mais aussi pendant, notamment lors des braquages. Chacun de ces personnages possède des statistiques, des possibilités et des capacités, dont des capacités spéciales, qui lui sont propres et c'est donc au joueur d'en prendre en compte dans chaque situation. Michael est un personnage assez complet qui possède la capacité du bullet time, très utile lors des fusillades, un peu à la manière de Max Payne, héros d'un autre jeu de Rockstar. Trevor, lui, est un excellent pilote d'avion et un as de la gâchette qui possède la capacité de se mettre en mode rage lors des fusillades, ce qui correspond très bien à son tempérament de « tête brûlée ». Enfin, Franklin est un excellent conducteur et possède la capacité de ralentir le temps en automobile, afin de mieux esquiver ou dépasser les autres voitures. Cette capacité est très utile lors des courses poursuites ou courses de rue, disponibles sur l'ensemble du territoire.
Les graphismes ont encore été améliorés avec un soin plus particulier apporté à l'expression des visages et l'animation des personnages, grâce à l'expérience acquise auprès de la réalisation de L.A Noire. Les décors, eux, sont plus variés et plus beaux que jamais. La faune et la flore se diversifient avec, pour la première fois dans la saga, la présence d'animaux sauvages, autres que des oiseaux, comme des cerfs, des pumas et même des requins, ainsi que des animaux de compagnie, en l’occurrence des chiens. Le joueur peut interagir avec toutes ces bêtes car il peut désormais chasser le sanglier ou même dresser un chien pour en faire un fidèle partenaire, y compris dans certaines missions.
Le système de port d'armes est revu avec un système de roue emprunté à Red Dead Redemption qui permet de passer d'une arme à l'autre plus facilement. Cela permet aussi au joueur de porter plusieurs armes du même type à la fois, chose qui n'était pas possible avant, car une arme dont on voulait s'emparer devait obligatoirement remplacer une autre arme du même genre. De plus, de nouvelles armes sont disponibles (comme le taser ou le bidon d'essence) et sont désormais customisables pour la plupart, avec différents skins, ajout de torche ou de silencieux, augmentation de la capacité du chargeur, etc.
Le système de tir s'est encore amélioré et s'inspire du travail apporté sur le dernier jeu de Rockstar sorti en date, Max Payne 3. Les tirs sont donc plus précis et les objectifs plus faciles à cibler. Les impacts de balles sont moins aléatoires car les adversaires se blessent exactement là où on a voulu atteindre. La manière dont la police traque le joueur change également avec le retour du système des étoiles combiné au fait qu'il ne faut plus être dans le champ de vision de ne serait-ce qu'un policier, pour pouvoir définitivement échapper aux forces de l'ordre.
Le système d'argent a lui aussi bénéficié de changement. La quête de l'argent étant le centre du jeu et prenant plus d'importance que dans tout autre GTA, d'où le logo de cinq dollars présent dans le titre même du jeu. Pour s'enrichir dans GTA 5, il faut s'y prendre essentiellement de quatre manières. La première, comme dans tout GTA, à travers les missions mais qui sont désormais rejouables, avec la possibilité de regagner de l'argent à chaque fois qu'elles sont complétées. Elles bénéficient de statistiques et d'une note. Plus une mission est réussie, plus on y gagne de l'argent. Pour la première fois certaines de ces missions sont sous-marines. De plus des musiques d'ambiance sont présentes tout au long de certaines d'entre elles ce qui donne à celles-ci un côté plus cinématographique. La deuxième manière de s'enrichir est la participation à plusieurs braquages, organisés dans le jeu en plusieurs étapes. Le joueur devra décider de l'approche avec laquelle il compte s'y prendre, de l'équipe qui participe et des membres qui la composent (dont certains recrutés au préalable), et enfin préparer ce braquage avec de la reconnaissance de terrain ou encore en préparant sa fuite. Ces braquages, une fois réussis, apportent un butin conséquent. La troisième manière est le retour des propriétés qu'on peut acquérir et pour certaines y faire engendrer des bénéfices hebdomadaires comme avec des bars, des cinémas ou autres. La dernière manière est la plus originale car pour la première fois dans la série il est possible de faire fructifier son argent dans la bourse. Si les choix de mise sont judicieux, il est donc possible de gagner énormément d'argent, tout comme tout perdre du jour au lendemain.
Pour les véhicules, les sous-marins font leur apparition et c'est aussi le retour en force des véhicules aériens avec notamment l'arrivée du ballon dirigeable, offert pour toute précommande du jeu. Les voitures sont elles aussi custumisables avec le retour du tuning. Il est possible désormais d'acheter des ports et des aérodromes, en plus des habituels garages, pour y ranger les véhicules volés ou achetés sur internet. Cet opus permet de nouvelles activités annexes comme jouer au tennis, au golf, participer à des triathlons, faire du yoga, chasser des animaux, etc.

#### Grand Theft Auto Online

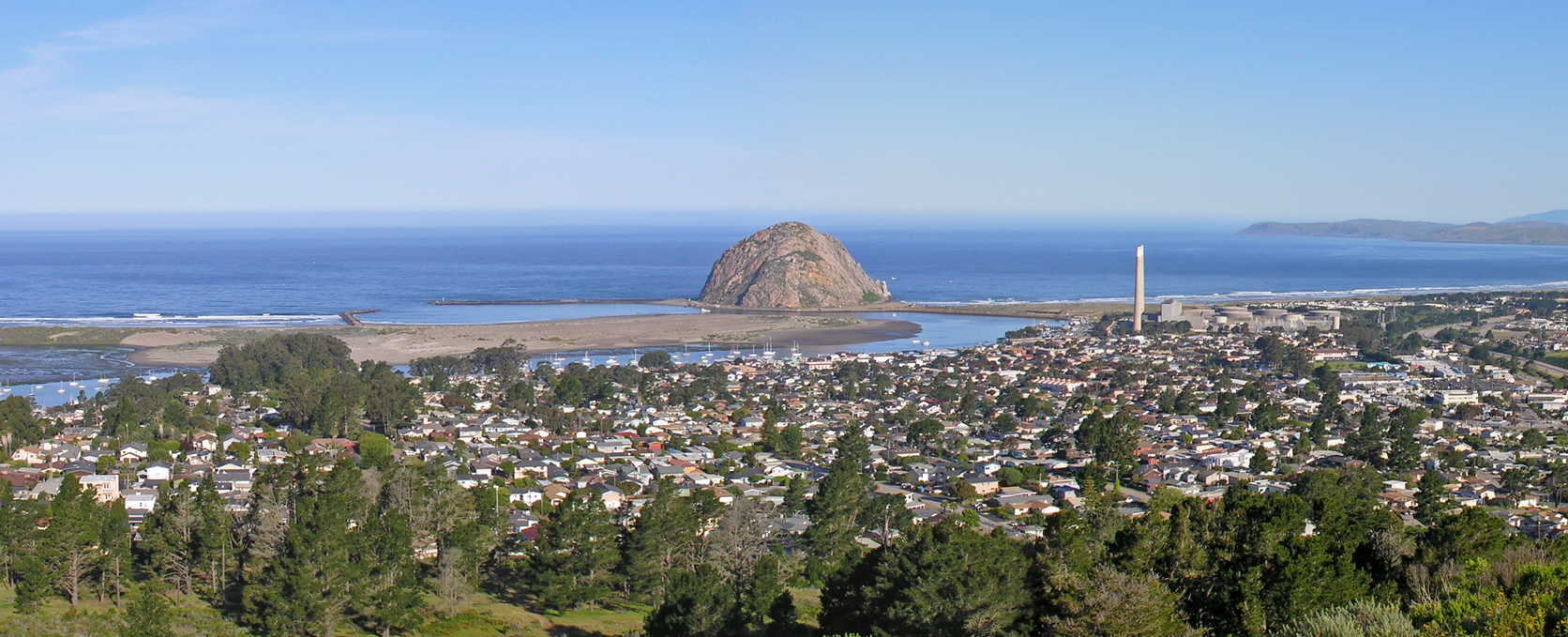
Paleto Bay, au nord de Blaine County, s'inspire notamment de Morro Bay en Californie.

L'autre grande nouveauté pour cette génération est la sortie quasi simultanée de Grand Theft Auto Online, un jeu sortant peu après Grand Theft Auto V et se jouant exclusivement en ligne. Bien qu'il partage au lancement la même carte, le jeu n'est pas un simple mode multijoueur du jeu principal, mais bel et bien un opus à part entière, avec tout ce que cela implique concernant l'expérience vidéoludique, avec une durée de vie importante (augmentant au fil des mises à jour), un scénario et un ou une protagoniste (qui est personnalisable ici).
Si les ajouts des premières mises à jour se montrent limités, la mise à jour Braquages de mars 2015 marque un véritable tournant pour le mode multijoueur avec l'ajout notamment de nouvelles missions repensées pour la coopération et beaucoup plus approfondies que les précédentes activités. Les mises à jour deviennent par la suite beaucoup plus thématiques (crime organisé, gangs de rue, motards, etc.) et permettent également aux joueurs de créer leur véritable empire à Los Santos et Blaine County (achat et revente de marchandises spéciales, import-export de véhicules, production de drogues, trafic d'armes, gestion de matériel de contrebande, etc.), les activités prenant alors place en mode libre et non plus exclusivement dans des sessions séparées.

#### Grand Theft AutoVI

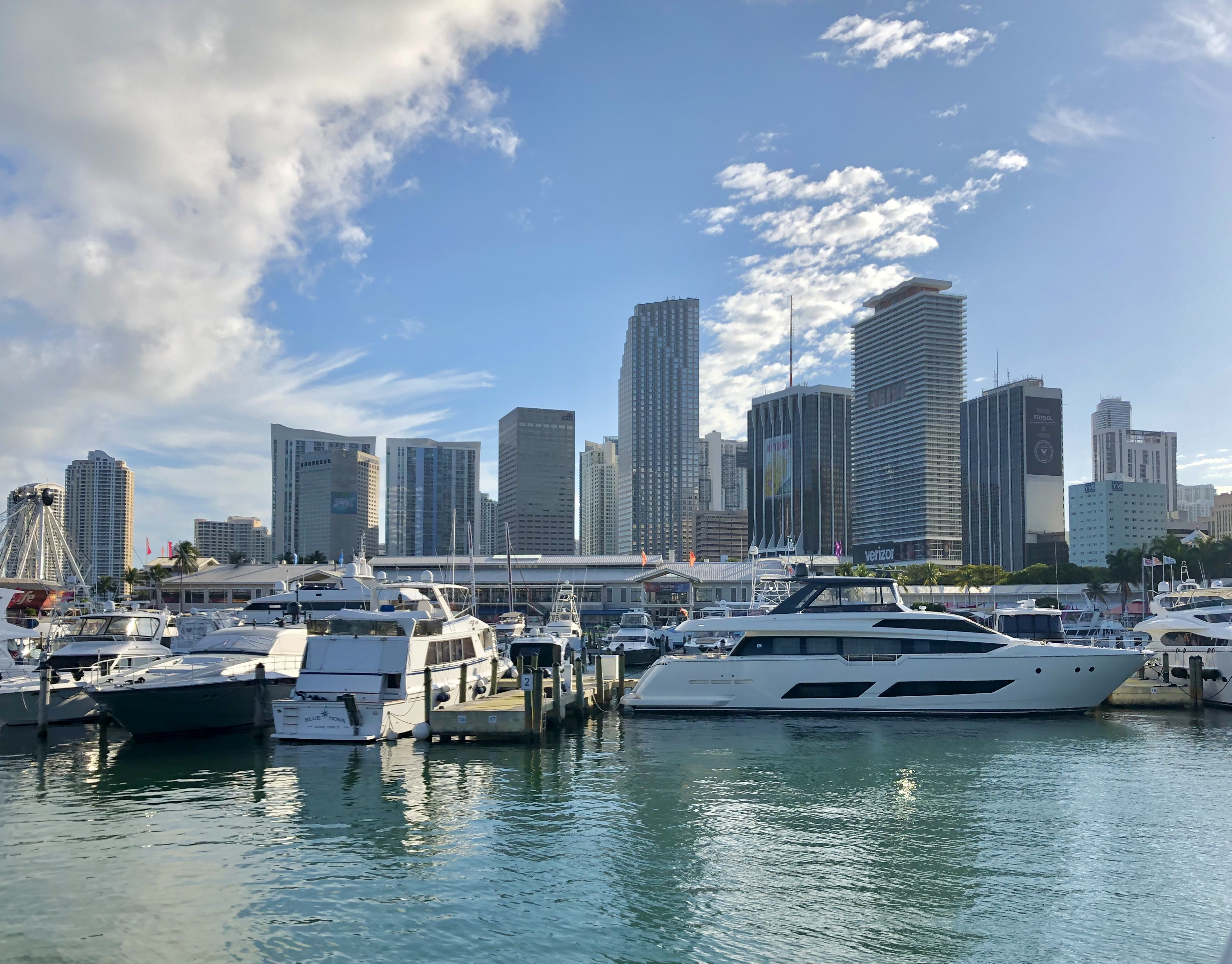
Vice City, la ville où se déroule Grand Theft Auto VI, fait référence à Miami, dont elle reprend la géographie de manière condensée.

En janvier 2019, des rumeurs font état d'un projet au stade de développement ; selon des médias spécialisés, plusieurs offres d'emplois pour Rockstar Games correspondraient à Grand Theft Auto VI, mais le jeu n'en serait qu'au stade de projet. En janvier 2020, The Telegraph et TaxWatch rapportent que l'éditeur et développeur a obtenu un allègement fiscal à hauteur de 37,6 millions de livres sterling (soit plus de 45 millions d'euros) au Royaume-Uni l'année précédente grâce au programme Video Games Tax Relief et que cela concernerait le prochain opus de la franchise GTA,.
Le 4 février 2022, Rockstar Games parle pour la première fois du prochain jeu de la série et indique que celui-ci est « activement en cours de développement »,.
Le 18 septembre 2022, un membre du forum GTA Forums poste une archive contenant 90 différentes vidéos issues de phases préliminaires de développement du jeu. Il s'agit de la plus grande fuite subite par Rockstar.
Le 8 novembre 2023, la compagnie de Sam Houser annonce officiellement l'arrivée de la première bande-annonce du jeu pour le mois suivant, après 10 ans d'attente depuis la sortie du dernier opus majeur.

## Controverses

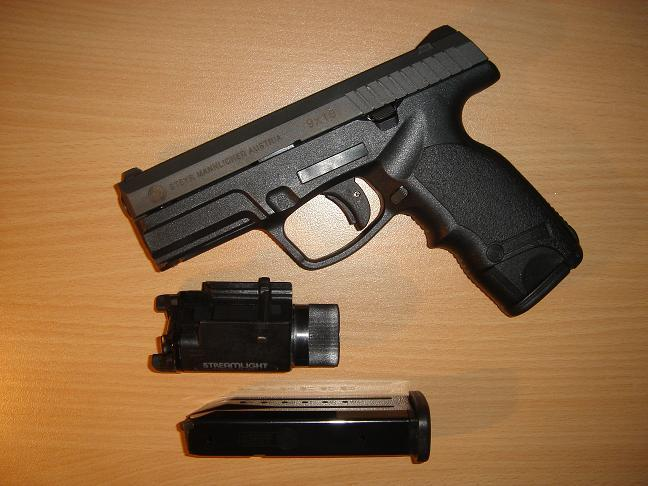
Les armes sont très utilisées dans la série, et sont la source de beaucoup de polémiques au sujet de la série.

La série Grand Theft Auto est connue du grand public notamment à cause des nombreux procès auxquels les éditeurs du jeu ont dû faire face, et des nombreuses censures imposées dans certains pays. Paradoxalement, ce sont ces scandales qui ont engendré une publicité pour cette série. De plus, Grand Theft Auto: San Andreas a failli être classé jeu « Interdit aux moins de 21 ans » compte tenu d'un mod appelé Hot Coffee qui consiste à avoir un rapport sexuel avec la petite amie du personnage principal. Bien que ce mod soit désactivé dans la version officielle, des modeurs réussissent à le retrouver et à le réactiver,,. Une autre controverse apparaît autour de The Lost and Damned, une cinématique montrant pendant un court moment un pénis.

### États-Unis
La série se caractérise aussi par sa capacité à reproduire partiellement des villes américaines existantes. C’est l'une des raisons qui intensifie l’ampleur de la polémique lorsque le maire de New York, Michael Bloomberg assure ne pas vouloir associer sa ville à un jeu où la violence est le maître-mot. Mais il n’est pas le seul, un représentant de la NYPD déclare : « C'est ignoble de dépeindre la violence avec glamour dans ce genre de jeu. » Certains politiciens ont critiqué le fait que le jeu dépeigne une mauvaise image de la ville qui fait tout son possible pour lutter contre la violence.
L'avocat américain Jack Thompson a particulièrement contribué à la controverse. Il a mené plusieurs campagnes contre GTA, et a intenté plusieurs fois des procès à Rockstar Games, Sony Computer Entertainment et à des distributeurs comme Walmart, Target et Best Buy. En 2008, dans sa lutte contre la franchise GTA, il n’a pas hésité à écrire une lettre à la mère du président de Take-Two dans laquelle il dénonce le fait que son fils fasse tout son possible pour vendre le plus de copies possibles d’un jeu allant contre les valeurs américaines. Il va jusqu’à comparer le président de Take Two à un membre des jeunesses hitlériennes. L’éditeur Take Two a décidé d’intenter un procès pour diffamation à l’égard de l’avocat, et a obtenu gain de cause car Jack Thompson a désormais l’interdiction de critiquer ou de communiquer n’importe quelle information diffamatoire allant à l’encontre de Take Two,.
L’ancienne première dame des États-Unis, Hillary Clinton met aussi en cause le caractère violent et pornographique du jeu, déclarant qu’elle souhaitait ouvrir une enquête fédérale afin de prouver que le jeu pouvait avoir des répercussions sur les joueurs.
D'après un calcul basé sur une heure de jeu à GTA, la peine encourue pour les infractions réalisées s'élèveraient à deux peines de prison à perpétuité assortie de 55 années de prison, cinq années de suspension de permis et 8 millions d'euros d'amende.

### France
Lors de la sortie du quatrième épisode de la série, l’association Familles de France s’indigne des valeurs morales que représente le jeu pour les plus jeunes. L’association a mis en cause la violence, les crimes, le sexe, la drogue et autres « valeurs douteuses ». Elle affirme dans son communiqué : « Comment mettre en valeur un jeu dont le principe de réussite pour le joueur est de voler, tuer, trafiquer, c'est-à-dire commettre (…) le maximum de crimes. » Familles de France accuse d’abord la Commission européenne d’imposer le système d’évaluation PEGI qui selon l’association inciterait les jeunes à acheter le jeu. Mais elle met aussi en cause les parents qui achetent le jeu à leurs enfants, les vendeurs qui les vendent à des mineurs, et encore les annonceurs qui profitent des espaces publicitaires destinés aux jeunes pour communiquer sur le jeu.

## Bandes sonores

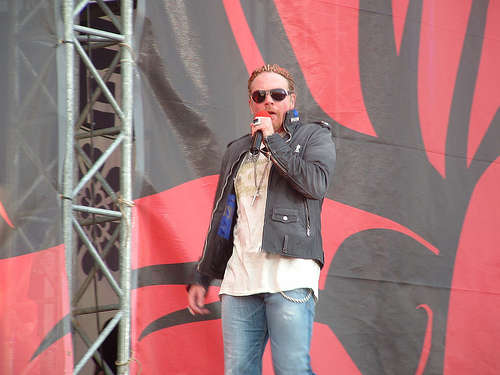
Des chansons de groupes très célèbres sont diffusées dans les radios fictives de la série, ici Axl Rose de Guns N' Roses.

Dans chaque GTA, alors qu'il n'y a aucun fond sonore lorsque le joueur contrôle un personnage, le jeu propose au joueur, quand il monte à bord d'un véhicule, de pouvoir écouter de la musique via l'auto-radio sur les nombreuses stations de radios disponibles dans chaque épisode. Les stations de radios représentées sont fictives mais les musiques jouées sont toutes vraies.
- Musiques de Grand Theft Auto
- Musiques de Grand Theft Auto 2
- Musiques de Grand Theft Auto III
- Musiques de Grand Theft Auto: Vice City
- Musiques de Grand Theft Auto: San Andreas
- Musiques de Grand Theft Auto: Liberty City Stories
- Musiques de Grand Theft Auto: Vice City Stories
- Musiques de Grand Theft Auto IV
  - Musiques de The Lost and Damned
  - Musiques de The Ballad of Gay Tony
- Musiques de Grand Theft Auto: Chinatown Wars
- Musiques de Grand Theft Auto V

## Accueil
| Aperçu des notes reçues | Aperçu des notes reçues | Aperçu des notes reçues                                   | Aperçu des notes reçues                       | Aperçu des notes reçues |
| Média                   | Média                   | GameRankings                                              | Metacritic                                    |                         |
| ----------------------- | ----------------------- | --------------------------------------------------------- | --------------------------------------------- | ----------------------- |
| Grand Theft Auto        | Grand Theft Auto        | (PC) 78,50 % (PS1) 68,33 % (GBC) 57,33 %                  | —                                             |                         |
| London 1969             | London 1969             | (PC) 75,44 % (PS1) 69 %                                   | —                                             |                         |
| Grand Theft Auto 2      | Grand Theft Auto 2      | (PC) 71,50 % (DC) 70,80 % (PS1) 69,92 % (GBC) 35 %        | (PS1) 70 %                                    |                         |
| Grand Theft Auto III    | Grand Theft Auto III    | (PS2) 95,19 % (PC) 93,54 %                                | (PS2) 97 % (PC) 93 %                          |                         |
| Vice City               | Vice City               | (PS2) 94,43 % (PC) 94,39 %                                | (PS2) 95 % (PC) 94 %                          |                         |
| San Andreas             | San Andreas             | (PS2) 95,08 % (Xbox) 92,29 % (PC) 91,94 %                 | (PS2) 95 % (Xbox) 93 % (PC) 93 %              |                         |
| Advance                 | Advance                 | (GBA) 70,35 %                                             | (GBA) 68 %                                    |                         |
| Liberty City Stories    | Liberty City Stories    | (PSP) 87,45 % (PS2) 77.38%                                | (PSP) 88 % (PS2) 78 %                         |                         |
| Vice City Stories       | Vice City Stories       | (PSP) 85,01 % (PS2) 75,96 %                               | (PSP) 86 % (PS2) 75 %                         |                         |
| Grand Theft Auto IV     | Grand Theft Auto IV     | (PS3) 97,04 % (X360) 96,67 % (PC) 88,48 %                 | (PS3) 98 % (X360) 98 % (PC) 90 %              |                         |
| The Lost and Damned     | The Lost and Damned     | (PC) 94 % (PS3) 94 % (X360) 89,73 %                       | (X360) 90 % (PS3) 88 %                        |                         |
| Chinatown Wars          | Chinatown Wars          | (NDS) 92,71 % (PSP) 90,39 %                               | (NDS) 93 % (PSP) 90 %                         |                         |
| The Ballad of Gay Tony  | The Ballad of Gay Tony  | (PC) 90 % (PS3) 90 % (X360) 89,43 %                       | (X360) 89 % (PS3) 87 %                        |                         |
| Grand Theft Auto V      | Grand Theft Auto V      | (XONE) 98,33 % (PS3) 97,01 % (PS4) 96,33 % (X360) 96,20 % | (XONE) 97 % (PS3) 97 % (PS4) 97 % (X360) 97 % |                         |
| Online                  | Online                  | (PS3) 76 % (X360) 82 %                                    | (PS3) 83 % (X360) 80 %                        |                         |

Depuis 2001, la série Grand Theft Auto connaît un énorme succès, tant commercial que critique, obtenant toujours des commentaires élogieux de la part de la presse spécialisée. D'ailleurs, sur le célèbre site Metacritic, la meilleure note obtenue par un jeu, tout support confondu, depuis la création du site en 1999, est détenue par Grand Theft Auto IV avec une note de 98 %, suivi à égalité, de Grand Theft Auto V et Grand Theft Auto III avec une note de 97 %. Comme cité plus haut, la série se serait vendue à 345 millions d'exemplaires en février 2021, toutes éditions confondues.
À noter que ces chiffres peuvent être largement revus à la hausse en raison du succès de la série à travers le temps, conduisant à des ventes qui ne s’essoufflent pas mais surtout à cause de données manquantes qui sont difficiles d'accès notamment les ventes dématérialisées sur de nombreuses plateformes de téléchargement (PlayStation Network, Xbox Live, Apple Store, Steam…) où les organismes, malgré de bonnes recettes, communiquent peu sur leurs chiffres. De plus toujours à grâce à son succès, de nombreuses rééditions ont été produites comme des compilations, des trilogies, etc. Par exemple, Rockstar sort le 29 octobre 2010, Grand Theft Auto IV: L'édition intégrale, regroupant Grand Theft Auto IV et ses deux extensions. Ou bien dernièrement, Rockstar a sorti la trilogie qui a fait le bonheur de la PlayStation 2, sur Mac. Donc là aussi, ces données n'ont pas été prises en compte dans le recensement.
Comme on peut le constater, le record de la série est détenu par GTA V avec 45 millions d’exemplaires distribués dans le monde, suivi par GTA IV et ses 32 millions.
Au fil du temps, la série décroche de nombreux records de ventes. Elle atteint le Livre Guinness des records avec dix records établis dans le Gamer's Edition 2008.
Grand Theft Auto: San Andreas est classé comme l'un des jeux les plus vendus de tous les temps en 2009 et devient le jeu le plus vendu sur PlayStation 2. Grand Theft Auto: Vice City et Grand Theft Auto III sont classés troisième et quatrième jeux, respectivement, les plus vendus également sur PlayStation 2 derrière Gran Turismo 3: A-Spec. Liberty City Stories est classé comme le jeu le plus vendu sur PlayStation Portable et Grand Theft Auto: Vice City Stories comme le quatrième jeu le plus vendu sur la même console portable, derrière Monster Hunter Portable 3rd. En 2008, Grand Theft Auto IV devient le jeu le plus vendu, tout supports confondus, devant Super Smash Bros. Brawl ; le jeu est également catégorisé comme le produit culturel ayant rapporté le plus d’argent le jour de sa sortie avec 320 millions de dollars, devant le jeu Halo 3, le film Spider-Man 3, et le livre Harry Potter et les Reliques de la Mort. Il devient également le troisième jeu le plus vendu sur PlayStation 3, derrière Call of Duty: Modern Warfare 2, et cinquième jeu le plus vendu sur Xbox 360 derrière Kinect Adventures.
Grand Theft Auto: The Lost and Damned est classé comme le contenu le plus téléchargé sur le Xbox Live. Le standalone le plus vendu sur PlayStation 3 et Xbox 360 est Grand Theft Auto: Episodes from Liberty City. Le contenu est suivi par Grand Theft Auto V sur PlayStation 3 et Xbox 360 en 2013 qui dénombre, au cours de son premier jour de commercialisation, 11 millions d’exemplaires à l'international. Ce dernier devient le produit culturel ayant rapporté le plus d’argent le jour de sa sortie avec 800 millions de dollars : GTA V. Arrivant à un milliard de dollars en trois jours de commercialisation puis à 1,15 milliard au cinquième jour. En 2014, il devient le jeu le plus vendu sur PlayStation 3 avec 19,40 millions d'exemplaires vendus.
Grand Theft Auto V est le deuxième jeu vidéo le plus vendu de l'histoire, avec des ventes atteignant plus de 190 millions de copies vendues à date du 18 mai 2023, soit à lui seul près de la moitié des ventes totales de la licence Grand Theft Auto.

### Ventes détaillées
Grand Theft Auto III recense près de 14,5 millions d'exemplaires vendus, et est certifié platine. Grand Theft Auto: Vice City recense 17,5 millions d'exemplaires vendus, et est également certifié platine. Grand Theft Auto: San Andreas dénombre approximativement 27,5 millions d'exemplaires vendus, et est certifié platine sur PlayStation 2 et Xbox,. Grand Theft Auto: Liberty City Stories recense 8 millions d'exemplaires vendus et est certifié platine sur PlayStation Portable et PlayStation 2. Grand Theft Auto: Vice City Stories recense 4,5 millions d'exemplaires vendus et est certifié platine sur PlayStation Portable et PlayStation 2.
Grand Theft Auto IV recense plus de 25 millions d'exemplaires vendus, et est certifié platine sur PlayStation 3 et Xbox 360. Sa première extension Grand Theft Auto: The Lost and Damned recense plus d'un million de ventes,. Grand Theft Auto: Chinatown Wars recense 200 000 exemplaires vendus. Grand Theft Auto: Episodes from Liberty City dénombre plus de 160 000 exemplaires vendus.

## Jeux similaires
La presse spécialisée qualifie Grand Theft Auto III comme un grand évènement de l'histoire du jeu vidéo, au même titre que Doom, qui initie le genre du jeu de tir à la première personne. La série initie, elle, un sous-genre appelé GTA-like (littéralement « comme GTA » en anglais). Beaucoup de jeux ont utilisé la formule « liberté-fusillade-conduite » dans une grande ville. Toutefois, très rares sont les jeux qui réussissent à l'égaler avec autant de génie, selon la critique. Des jeux vidéo comme Gangstar, Saints Row, True Crime: Streets of LA,, Watch Dogs, et Mafia se rapprochent le plus de Grand Theft Auto. Un peu plus éloignés, mais qui sont du même genre, notamment la série True Crime, et le jeu Driv3r (concurrent direct de GTA Vice City). La série Red Dead, jeux en monde ouvert développé également par Rockstar Games est souvent qualifié, à tort, de GTA-like. Au même titre que L.A. Noire ou la série des Assassin's Creed, pour ne citer qu'eux.